# Damnatio memoriae

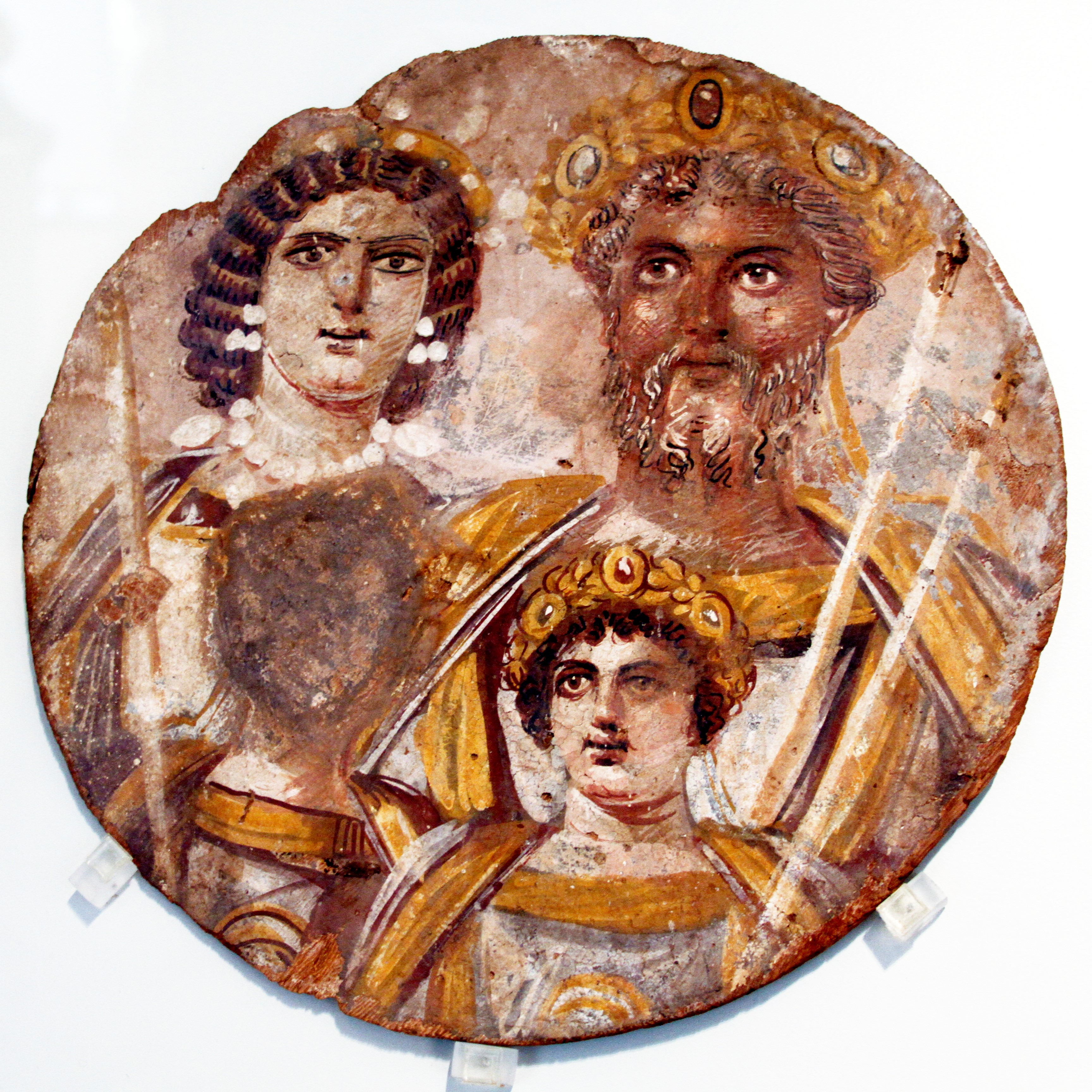
Họa phẩm hình tròn về gia đình Severus, khoảng 199 SCN, miêu tả về triều đại Severus, với chân dung của Septimius Severus, Julia Domna, Caracalla, và Geta. Khuông mặt của Geta bị xóa đi, vì bản án damnatio memoriae mà anh trai ông, Caracalla, thi hành sau khi ông bị ám sát.

Damnatio memoriae (tiếng La Tinh: hình phạt xoá ký ức) là một hình thức kết án có tính hạ nhục của La Mã cổ đại. Trong bản án mọi hình ảnh và tư liêu về đối tượng bị hình phạt này sẽ bị phá hủy để cho đối tượng đó sẽ không còn được lịch sử ghi nhớ nữa. Bản án này thường do Viện nguyên lão La Mã ban hành, nhưng ở thời Đế quốc thì thường do các Hoàng đế quyết định. Đối tượng bị trừng phạt thường là các kẻ phản bội La Mã hoặc là những kẻ gây tội nặng đối với La Mã hay hoàng đế trị vì.